# ウォレス・シティティ
ウォレス・シティティ（Wallace Sititi、2002年9月7日 - ）は、スーパーラグビー・パシフィックチーフスに所属するラグビーユニオン選手。

## プロフィール
- サモア・アピア出身[1]。
- ポジションはフランカー(FL)、ナンバーエイト(No.8)。
- 身長 187cm、体重 113kg
- 父のセモも元ラグビー選手(元サモア代表)[2]。
- U20ニュージーランド代表に選ばれたことがある[3]。
- 北島代表に選ばれたことがある。
- ニュージーランド代表キャップは8（2024年11月現在）。

## 略歴
6歳から12歳まで父の仕事の関係で大阪府弁天町に住んでいた。
ノースハーバーを経て、2024年、チーフスに加入。